# Compains
Compains es una comuna francesa rural situada en la provincia de Puy-de-Dôme, en la región de Auvernia-Ródano-Alpes.
Además del encanto del pueblo de Compains, la ciudad también tiene en su territorio un sitio con un patrimonio paisajístico excepcional: la aldea de Brion coronada por un montículo que antes ocupaba un castillo feudal. Este sitio debe su fama a su recinto ferial que reúne a varios burones y que, desde el siglo XVII, es lugar de ancestrales ferias de ganado.

## Historia
Fue en la primavera de 1943 cuando se organizó el primer maquis en la región de Compains, en el pueblo de Groslier.
Se pretendía dar cabida a los refractarios al servicio laboral obligatorio en Alemania y cada vez eran más. El líder designado fue Louis Dabert conocido como “Jean Pierre” de Mont-Dore. Se instalaron con el Sr. Laporte Léon en Groslier. 
Este maquis también sirvió como lugar de paso para muchos guerrilleros, y también como lugar de descanso después de tiempos difíciles. También fue el centro de equipamiento en armas, zapatos, ropa, dinero y billetes de comida para los maquis de los alrededores.

## Demografía
| 383 | 337 | 261 | 237 | 207 | 162 | 128 |
| Para los censos de 1962 a 1999 la población legal corresponde a la población sin duplicidades (Fuente: INSEE [Consultar]) |     |     |     |     |     |     |